# Thomas Donald Caven
Pour les articles homonymes, voir Caven.
Thomas Donald Caven (21 mai 1871-20 février 1926) est un homme politique canadien en Colombie-Britannique. Il est député provincial conservateur de Cranbrook de 1909 à 1916.

## Biographie
Né à Picton (en) en Ontario, Caven s'installe dans la région de Cranbrook en Colombie-Britannique lorsque la ligne du col du Nid de Corbeau est complétée par la Canadien Pacifique (CP) autour de 1898.
Employé du CP comme conducteur de train, un article de journal paru en 1903 déclare que la plupart de ses actifs fonciers provenant de son travail pour la compagnie de chemins de fer et qu'il représentait l'élite économique ayant fait prospérer des villes comme Cranbrook à travers la province. Il quitte son emploi pour le CP en 1923.
Caven meurt soudainement à Vancouver en février 1926 à l'âge de 54 ans et son décès est rapporté comme un profond choc pour la communauté d'East Kootenay,.